# آنتی‌ژن

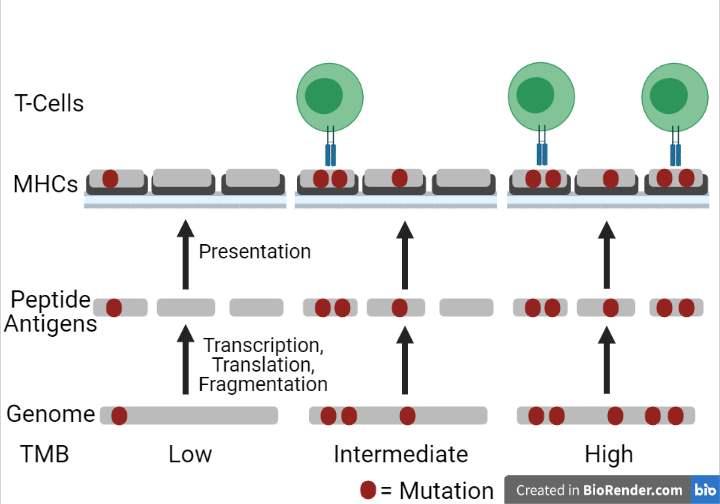
جهش (علامت های قرمز) در بخش های ژنوم در پروتئین های تولید شده از آنها از طریق رونویسی و ترجمه منعکس می شود. برخی از پروتئین ها به پپتیدها تقسیم می شوند که می توانند به عنوان آنتی ژن بر روی سطح غشای سلولی توسط کمپلکس های سازگاری بافتی اصلی (MHCs) ارائه شوند. اگر آنتی ژن های ارائه شده جهش های کافی را جمع آوری کنند، می توانند سلول های T را متصل و فعال کنند و سپس می توانند مرگ ایمنی باواسطه سلولی را آغاز کنند.

در ایمنی‌شناسی، آنتی‌ژن (به فرانسوی: Antigène) یا پادگن یک مولکول، پاره مولکول،ذرات معلق خارجی ،یا یک آلرژن، مانند گرده، است که می‌تواند به یک آنتی‌بادی خاص یا گیرنده‌ی لنفوسیت T متصل شود. وجود آنتی‌ژن‌ها در بدن ممکن است موجب تحریک یک پاسخ ایمنی شود.
آنتی‌ژن‌ها می‌توانند پروتئین‌ها، پپتیدها (زنجیره‌های آمینو اسید)، پلی‌ساکاریدها (زنجیره‌های قندهای ساده)، لیپیدها یا اسیدهای نوکلئیک باشند. آنتی‌ژن‌ها بر روی سلول‌های طبیعی، سلول‌های سرطانی، انگلی‌ها، ویروس‌ها، قارچ‌ها و باکتری‌ها وجود دارند.
آنتی‌ژن‌ها توسط گیرنده‌های آنتی‌ژن، از جمله آنتی‌بادی‌ها و گیرنده‌های سلولی T شناسایی می‌شوند. گیرنده‌های آنتی‌ژن متنوعی توسط سلول‌های سیستم ایمنی ساخته می‌شوند به طوری که هر سلول یک مشخصه خاص برای یک آنتی‌ژن واحد دارد. با قرار گرفتن در معرض یک آنتی‌ژن، تنها لنفوسیت‌هایی که آن آنتی‌ژن را شناسایی می‌کنند فعال و گسترش می‌یابند؛ این فرآیند به عنوان انتخاب کلونی شناخته می‌شود. در اکثر موارد، آنتی‌بادی‌ها خاص آنتی‌ژن هستند، به این معنا که یک آنتی‌بادی تنها می‌تواند به یک آنتی‌ژن خاص واکنش نشان دهد و به آن متصل شود؛ با این حال، در برخی موارد، آنتی‌بادی‌ها ممکن است واکنش-متقابل نشان دهند و به بیش از یک آنتی‌ژن متصل شوند. واکنش بین آنتی‌ژن و آنتی‌بادی، واکنش آنتی‌ژن-آنتی‌بادی نامیده می‌شود.
آنتی‌ژن می‌تواند یا از درون بدن ("پروتئین‌های خودی" یا "آنتی‌ژن‌های خود") منشأ بگیرد یا از محیط خارجی ("غیرخودی"). سیستم ایمنی به شناسایی و حمله به آنتی‌ژن‌های خارجی "غیرخودی" می‌پردازد. آنتی‌بادی‌ها معمولاً با آنتی‌ژن‌های خودی واکنش نشان نمی‌دهند به دلیل تحمل مرکزی لنفوسیت های T در تیموس و لنفوسیت های B در مغز استخوان. بیماری‌هایی که در آن‌ها آنتی‌بادی‌ها با آنتی‌ژن‌های خودی واکنش نشان می‌دهند و به سلول‌های خود بدن آسیب می‌زنند، به نام بیماری‌های خودایمنی شناخته می‌شوند.
واکسن‌ها مثال‌هایی از آنتی‌ژن‌ها به صورت ایمن‌زا هستند که به‌طور عمدی به یک فرد داده می‌شوند تا عملکرد حافظه دستگاه ایمنی تطبیقی را در برابر آنتی‌ژن‌های پاتوژن مهاجم به آن فرد وارد کنند. واکسن آنفولانزای فصلی یک مثال رایج است.

## ساختار آنتی‌ژن
از لحاظ شیمیایی آنتی‌ژن‌ها که غالباً مولکول‌های درشتی هستند، ممکن است شامل پروتئین، پلی ساکارید، چربی‌ها و حتی اسید نوکلئیک باشند. یکی از خصلت‌های آنتی‌ژن‌ها، بیگانه بودن آنها نسبت به ترکیبات بدن صاحب آنتی‌ژن (میزبان) است که در این صورت دستگاه ایمنی بدن بافت‌های خود را بیگانه فرض می‌کند و به دنبال آن آسیب‌های بافتی و بیماری‌های خودایمنی همانند لوپوس منتشر ایجاد می‌شود. اگرچه موادی که وزن مولکولی کوچک دارند خود غالباً آنتی‌ژنی نیستند ولی می‌توانند به عنوان هاپتن عمل کنند.